# Madame d'Or
Madame d'Or, död efter 1429, var en fransk gycklare. 
Hon uppträdde vid invigningen av Gyllene skinnets orden i Brügge i Burgund 1429. Hon beskrevs av samtida krönikörer som en graciös skönhet med oöverträffade akrobatiska förmågor, inte högre än en stövel. 
Ett vin fick år 2013 namnet efter Madame d'Or.